# 요시다 겐타로 (1980년)
요시다 겐타로(일본어: 吉田 賢太郎, 1980년 10월 5일~)는 일본의 축구 선수이다.

## 구단 경력
1999년 J1리그의 교토 퍼플 상가에 입단했다. 2000년후 J2리그에 강등했다. 2002년 미토 홀리호크로 이적했다. 2004년까지 59경기에 출전하여, 5득점을 넣었다. 2005년부터 2007년까지 일본 풋볼 리그의 도치기 SC에서 뛰었다. 2008년 마쓰모토 야마가 FC로 이적했다. 2008년후 현역 은퇴.